# Become
Become је трећи студијски албум српске музичке групе Канда, Коџа и Небојша. Албум је објављен 23. јуна 2000. године за издавачку кућу Free B92, а био је доступан на компакт-диску и на аудио-касети.

## Списак песама
Аутори текстова и музике: Канда, Коџа и Небојша
| №               | Назив           | Трајање |  |
| 1.              |                 | 2:07    |  |
| 2.              |                 | 3:40    |  |
| 3.              |                 | 3:31    |  |
| 4.              |                 | 4:40    |  |
| 5.              |                 | 4:01    |  |
| 6.              |                 | 3:56    |  |
| 7.              |                 | 3:36    |  |
| 8.              |                 | 4:09    |  |
| 9.              |                 | 3:11    |  |
| 10.             |                 | 5:08    |  |
| 11.             |                 | 4:24    |  |
| 12.             |                 | 3:40    |  |
| 13.             | Излазим         | 6:28    |  |
| Укупно трајање: | Укупно трајање: | 52:31   |  |

## Музичари
- Канда, Коџа и Небојша:
  - Оливер Нектаријевић — вокали, пратећи вокали, акустична гитара
  - Иван Тописировић — гитаре, дромбуље, бас-гитара (12)
  - Владислав Рац — бас-гитара, клавијатуре
  - Марко Петронијевић — труба
  - Владан Рајовић — бубњеви[1]
- Гости:
  - Бора Анђелић — труба
  - Душан Петровић — саксофон
  - Немања Којић Којот — тромбон (5, 6, 8, 11, 13)
  - Горан Мрђеновић — виолончело (2, 4, 5, 12)
  - Јуца Љуботина — виолончело (2, 4, 5, 12)
  - Влада Паганини — виолина (2, 4, 9)
  - Бојана Милинов — виола (2, 4, 9)
  - Драгољуб Марковић Блек — кување (5)
  - Милорад Мики Ристић — електрични клавир (8)
  - Дејан Вучетић Вуча — звучни ефекти (6)
  - Бојана Петронијевић — флаута (13)
  - Маја Клисински — удараљке (4, 8, 13)
  - ди-џеј Муња (2, 3, 7, 10, 12)
  - Александра Стојановић — пратећи вокал (9)
  - Горан Вукојчић — обрада звука (2, 8, 11)
  - Раиф Кабадаја — дромбуље (3)[1]

## Остале заслуге
- Горан Живковић Жика — продуцент
- Александра Стојановић — продуцент, тонски сниматељ
- Веља Мијановић — постпродукција, мастеровање
- Раде Милићевић — дизајн омота
- Небојша Бабић — фотографије[1]